# Os Grão-Capitães
Os Grão-Capitães é um livro de contos semi-autobiográfico de Jorge de Sena, publicado em 1971.
O livro inclui os contos: Homenagem ao Papagaio Verde, As Ites e o Regulamento, Choro de Criança, O "Bom Pastor", Os Irmãos, Os Salteadores, Boa Noite, Capangala não responde e A Grã-Canária. 